# 베제츠크

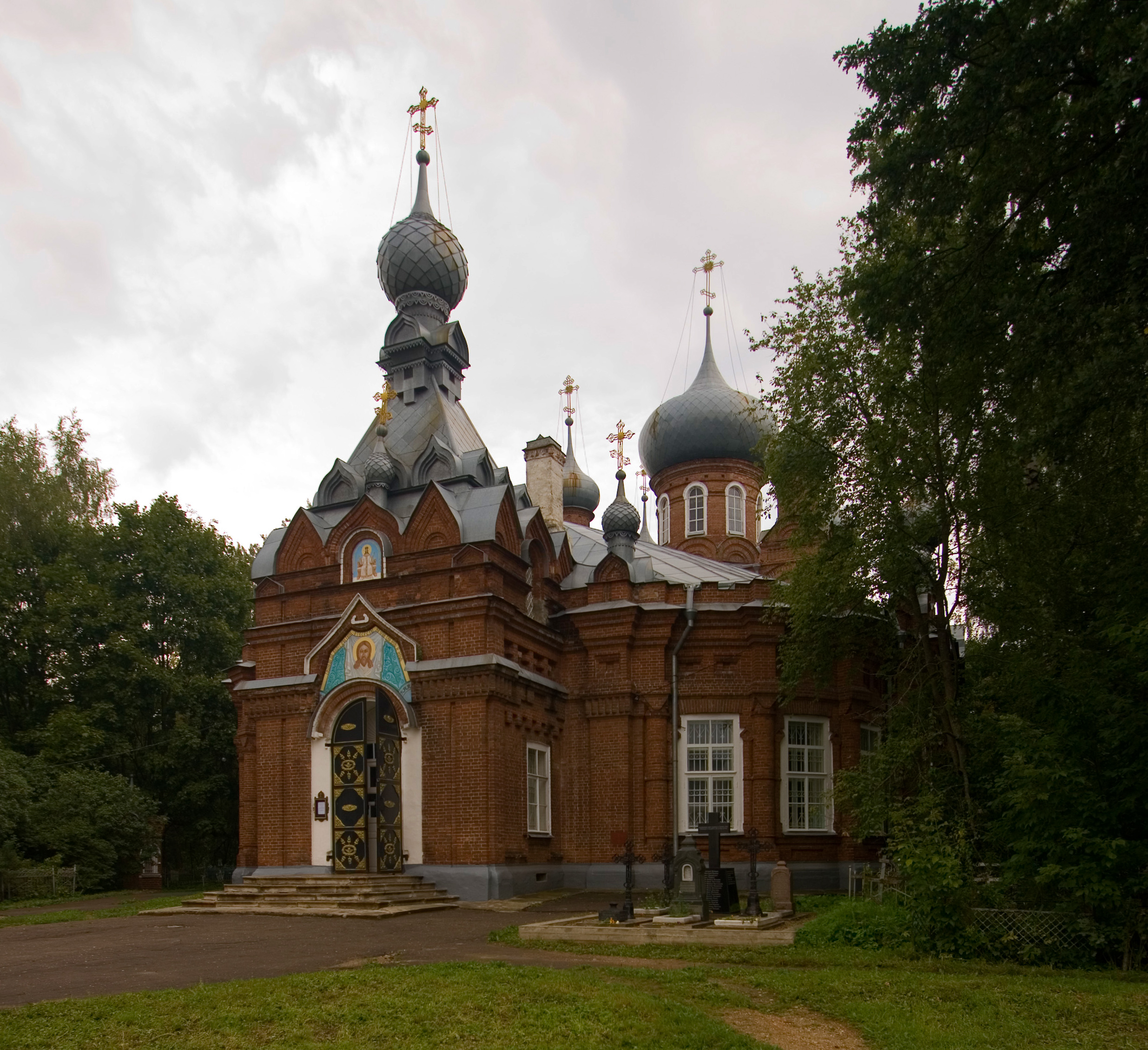

베제츠크(러시아어: Бежецк)는 트베리주의 도시이고, 몰로가 강이 위치해 있다. 인구는 2만8,643명 (2002년); 2만9,000명 (1967년)이다.
작가 뱌체슬라프 시시코프의 고향이기도 하다.